# 日置忠治
日置 忠治（へき ただはる、元和5年（1619年）- 元禄6年4月14日（1693年5月18日））は、江戸時代前期の武士。岡山藩の家老。備前金川1万6000石の領主。
父は加賀藩家老今枝直恒。正室は池田利政の娘心珠院。通称は若狭、猪右衛門。子は日置忠明、今枝直方、池田宗春室、加賀藩家老前田知臣室、加賀藩家老横山忠次室（実は兄日置忠隆の娘）、高辻豊長室（実は兄日置忠隆の娘）。兄弟に今枝近義、日置忠隆、前田直玄。

## 生涯
元和5年（1619年）4月14日、加賀藩家老今枝直恒の子として誕生した。寛永15年（1638年）、伯父（直恒の兄）岡山藩家老日置忠俊の養子となっていた兄忠隆が早世したため、岡山へ移り、代わって忠俊の養子となる。寛永16年（1639年）、忠俊の隠居により家督相続し、岡山藩家老、金川1万6000石の領主となる。
寛永17年（1640年）、藩主池田光政の養女（池田利政の娘心珠院）と結婚する。慶安5年（1652年）6月、仕置家老となる。承応3年（1654年）7月、大雨による岡山城下の洪水の被害が甚大で、復旧の資金として小判千両を藩に献金する。明暦3年（1657年）1月、明暦の大火により江戸藩邸が焼失したため、再建のため作事惣頭として江戸に赴く。延宝2年（1674年）、大凶作により飢饉が発生し、延宝3年（1675年）正月、閑谷学校の経営を任されていた津田永忠から、手習所用の米を窮民のために提供し、手習所を一時閉鎖して施粥所とすることを提言され許可した。永忠は、藩主光政の隠居後、評定所列座を辞して藩政から遠ざかっていたが、これが契機となり、延宝8年（1680年）、藩主綱政の命で、評定所列座に復帰して藩政に返り咲くこととなる。延宝5年（1677年）10月、隠居して嫡男の忠明に家督を譲る。
元禄6年4月14日没。五男の直方は忠治の兄今枝近義の養子となって今枝家を継いだ。墓所は岡山県岡山市北区御津高津の安倉山にある。